# Konsumverband
Der Konsumverband (Eigenschreibweise: „Konsumverband“ Revisionsverband der österreichischen Konsumgenossenschaften) war ein 1946 in Bad Ischl gegründeter genossenschaftlicher Revisionsverband in Österreich. Sein Vorgänger war der bis 1941 existierende Zentralverband österreichischer Konsumvereine. Seit 2018 firmiert er als CoopVerband und hat jetzt auch Genossenschaften aus anderen Sparten als Mitglieder.

## Geschichte

### Zentralverband österreichischer Konsumvereine
1903 trat das österreichische Genossenschaftsrevisionsgesetz in Kraft, das für Genossenschaften regelmäßige Pflichtprüfungen im zweijährigen Abstand durch unabhängige Revisoren vorsah. In der Folge kam es, durch starke Unterstützung von Teilen der Sozialdemokratischen Partei, zur Gründung des „Zentralverbandes österreichischer Konsumvereine“ als eigenständigem Revisionsverband. 1904 gehörten dem Konsumverband bereits 220 Konsumgenossenschaften an. 1938 erfolgte die Gleichschaltung und 1941 die Überführung in das Gemeinschaftswerk der Deutschen Arbeitsfront (GW).

### Konsumverband ab 1946
Der heutige Konsumverband wurde am 1. Verbandstag nach dem Zweiten Weltkrieg am 30. Mai 1946 in der oberösterreichischen Stadt Bad Ischl gegründet.
Er profilierte sich als hauptsächlich betriebswirtschaftlich orientierte Beratungs- und Betreuungsinstitution. Die Revisionsfunktion gab der Institution eine gewisse Macht, allerdings vorwiegend gegenüber den kleineren der Regionalgenossenschaften (Die Revisoren waren zwar Angestellte des Verbandes, zeichneten aber in Eigenverantwortung ihre Prüfungsberichte). Die solidarische Betreuungsprüfung zeigte sich gegenüber der Pflichtprüfung laut Aktienrecht lange Zeit eher überlegen. Verbandsdirektor Andreas Vukovich nahm seit den 1930er-Jahren über Jahrzehnte eine hoch geachtete Stellung im Sektor ein.
Der „Konsumverband“ Revisionsverband der österreichischen Konsumgenossenschaften war darüber hinaus auch in die Kollektivvertragsverhandlungen mit den Gewerkschaften involviert.
Gegenüber Großgenossenschaften wie der Konsumgenossenschaft Wien und Umgebung (KGW) und ab 1978 dem Konsum Österreich erwies sich allerdings die Autorität des Verbandes, seiner Revisoren und seiner Führung als unzureichend. Der Konsumverband führt nach 1995 (dem Untergang des Konsum Österreich) nur mehr ein schattenhaftes Dasein in erneuter enger Anbindung an die Genossenschaftsgruppierung der Richtung Hermann Schulze-Delitzsch (Österreichischer Genossenschaftsverband).

## Der Konsumverband im 21. Jahrhundert

### Der Konsumverband
Waren 1995 noch über 20 Genossenschaften im Verband organisiert, hat sich die Zahl durch weitere Konkurse oder Liquidationen bis 2011 mehr als halbiert. Dies geschah meist unbemerkt von der breiten Öffentlichkeit, nur das Ende der Firmen Ausseerland-Konsum im Jahr 2000 und Salzkammergut-Konsum Mitte 2011 erweckte ein gewisses mediales Interesse.
Beim Revisionsverband ist im Firmenbuch ersichtlich, bei welchen Genossenschaften er die Abschlussprüfung durchführt. Derzeit sind noch 10 Unternehmen eingetragen, und zwar
in Wien
- Konsum Österreich reg.Gen.m.b.H. (Firmenwortlaut im Firmenbuch mittlerweile geändert, aktueller offizieller Name vom Konsum lautet: OKAY Team e.Gen.).[3][4]

in Vorarlberg
- Konsum Bizau reg.Gen.m.b.H.
- Konsum-Verein Sonntag reg.Gen.m.b.H.
- Konsum-Verein in Mellau e.Gen.
- Konsumverein Höchst und Umgebung reg.Gen.m.b.H.
- Konsumverein Hörbranz reg.Gen.m.b.H.
- Konsumverein Schnifis reg.Gen.m.b.H.
- Konsumverein Düns und Dünserberg reg.Gen.m.b.H.
- Konsumverein Übersaxen reg.Gen.m.b.H.
- Konsumverein Silbertal e.Gen

In den anderen sieben österreichischen Bundesländern ist der Revisionsverband mangels dortiger Konsumgenossenschaften nicht mehr präsent.
Darüber hinaus gibt es noch einige wenige weitere „Konsum“, dort scheint der Konsumverband aber nicht als Kontrollorgan auf, zum Beispiel bei den Konsumvereinen Nüziders und Schwarzenberg (Bregenzerwald). Beim aus dem Bauernkonsumverein Tamsweg hervorgegangenen Firma „Erster Lungauer Wirtschaftsverein“ zeichnet als Prüfer der Raiffeisenverband Salzburg.

### Kooperation mit dem Österreichischen Genossenschaftsverband
Am 15. Mai 2002 unterzeichneten der Österreichische Genossenschaftsverband (Schulze-Delitzsch) und der Konsumverband - Revisionsverband der österreichischen Konsumgenossenschaften einen Kooperationsvertrag. Dieser Vertrag regelt die Durchführung der Revision der Konsumgenossenschaften durch Revisoren des Genossenschaftsverbandes (ÖGV).
Ein weiterer Punkt ist, dass den Konsumgenossenschaften eine außerordentliche Mitgliedschaft im Bereich „Ware“ des Systems Schulze-Delitzsch offensteht. Dadurch können die Konsumvereine in den Genuss der rechtlichen, steuerlichen und betriebswirtschaftlichen Beratung des ÖGV kommen und an Rahmenvereinbarungen, etwa dem gemeinsamen Stromeinkauf, teilhaben.

## Neuausrichtung als CoopVerband ab 2018
Im März 2018 wurde der Name des Konsumverbandes in CoopVerband – Revisionsverband österreichischer Genossenschaften geändert. Seit dieser Namensänderung hat sich der Verband neu ausgerichtet und ist nicht mehr primär auf Konsumgenossenschaften spezialisiert, sondern nimmt auch Genossenschaften aus anderen Sparten auf. Neuaufnahmen sind etwa zwei ehemalige Volksbanken, die Dolomitenbank Osttirol-Westkärnten eG und die Marchfelder Bank eG.